# 维拉诺瓦卡纳韦塞
维拉诺瓦卡纳韦塞（義大利語：Villanova Canavese），是意大利都灵省的一个市镇。总面积3平方公里，人口1095人，人口密度365.0人/平方公里（2009年）。ISTAT代码为001301。